# سرعت انفجار

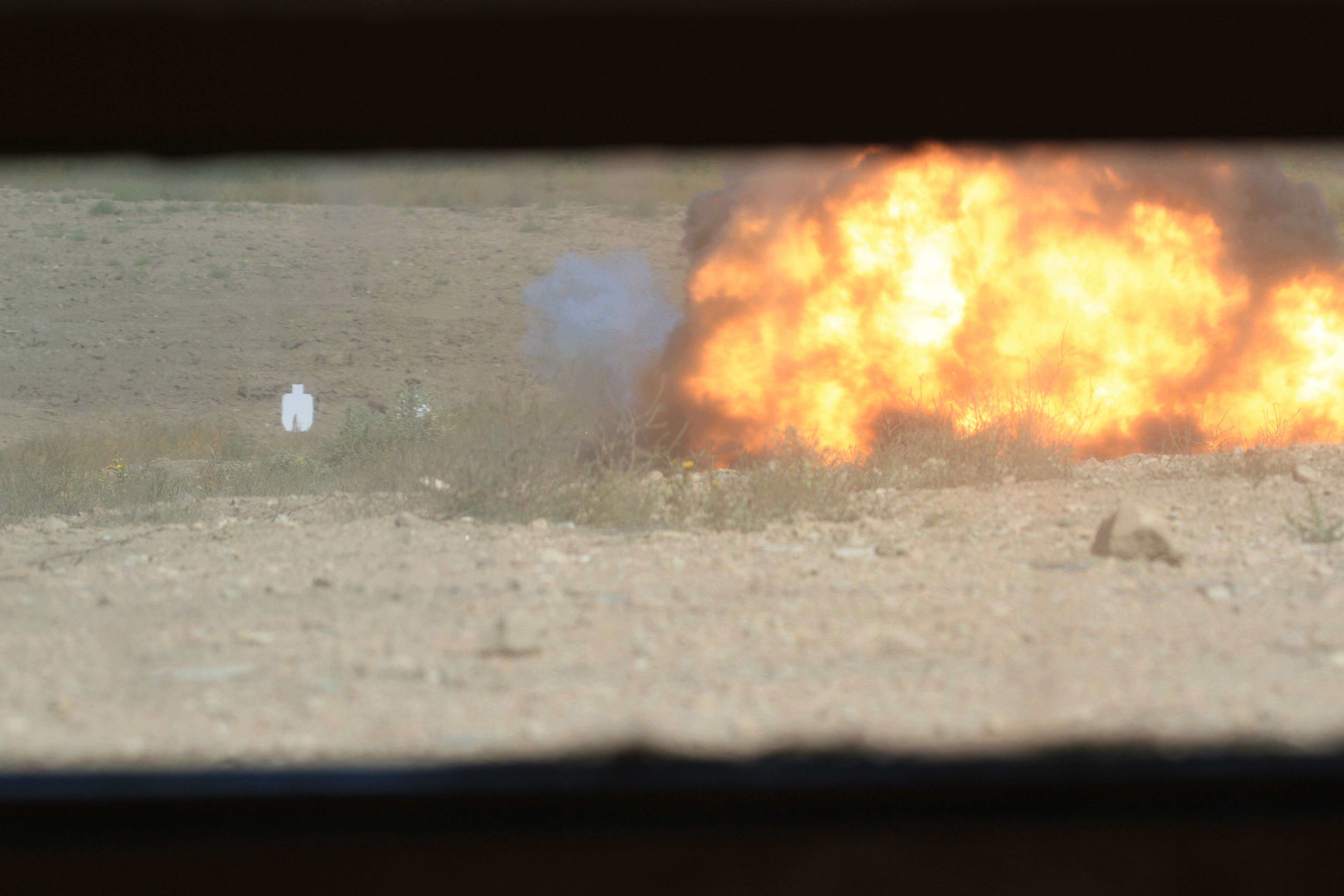
نمایی از انفجار مادهٔ منفجرهٔ بمب C-4 در پایگاه نظامی فورت کارسون

سرعت انفجار، همچنین به عنوان شتاب انفجار شناخته شده‌است، سرعت که در آنث جبهه موج شوک انفجار از طریق انفجار ماده منفجره سفر می‌کند. داده‌های موجود برای یک ماده خاص معمولاً یک پیش‌بینی بر اساس نظریه رفتار گاز است 
اگر ماده منفجره قبل از انفجار محصور شده باشد، مانند یک توپ توپخانه، نیروی تولید بر روی یک منطقه بسیار کوچک تمرکز می‌کند و فشار به شدت تشدید می‌شود. این باعث سرعت انفجاری می‌شود که بالاتر از آن است که انفجار در هوای آزاد منفجر شود. سرعت‌های غیرقابل تنظیم اغلب حدود ۷۰ تا ۸۰ درصد سرعت‌های محدود هستند.
سرعت انفجار با اندازه ذرات کوچکتر (یعنی افزایش تراکم فضایی)، افزایش قطر شارژ و افزایش محفظه (یعنی فشار بیشتر) افزایش می‌یابد.
سرعت انفجار معمولی در گازها از ۱۸۰۰ است متر / ثانیه تا ۳۰۰۰ می‌باشد. سرعت معمول در مواد منفجره جامد اغلب بیش از ۴۰۰۰ است متر / ثانیه به ۱۰۳۰۰ است.
سرعت انفجار را می‌توان با روش Dautriche اندازه‌گیری کرد. در اصل، این روش به تأخیر زمانی بین آغاز دو انتها یک فیوز منفجره یک سرعت انفجار شناخته شده متکی است، که به صورت شعاعی در دو نقطه به بار شارژ انفجاری در یک فاصله معین از یکدیگر متصل می‌شود. هنگامی که انفجار مواد منفجره منفجر می‌شود، یک پایان فیوز، سپس انتهای دوم را منجر می‌شود. این باعث می‌شود که دو جبهه انفجاری در جهت مخالف در طول فیوز منفجر، که در نقطه خاصی از مرکز فیوز قرار دارند، حرکت کنند. دانستن فاصله در طول اتهام انفجار بین دو انتهای فیوز، موقعیت برخورد خطوط انفجار و سرعت انفجار فیوز منفجر شده، سرعت انفجار مواد منفجره محاسبه شده و در کیلومتر / ثانیه بیان می‌شود.